# 메조시현

메조시 현의 위치

메조시현(포르투갈어: Distrito de Mé-Zóchi)은 상투메 프린시페 상투메 섬에 위치한 현으로, 현도는 트린다드이며 면적은 122km2, 인구는 50,800명(2018년 기준)이다.